# Pruchten
Pruchten ist eine Gemeinde im Westen des Kreises Vorpommern-Rügen. Bis zum 1. Januar 2005 war die Gemeinde Teil des Amtes Barth-Land und ist seitdem Teil des Amtes Barth.

## Geografie und Verkehr
Der Ort Pruchten – bestehend aus den Ortsteilen Pruchten und Bresewitz – liegt etwa 2–4 Kilometer nördlich von Barth im nördlichsten Zipfel des Amtes Barth. Die Gemeinde liegt zwischen dem Barther Strom und dem Barther Bodden im Osten und dem Bodstedter Bodden im Westen am Übergang vom Festland zur Halbinsel Zingst. Ein Teil des Gemeindegebietes gehört zum Nationalparks Vorpommersche Boddenlandschaft. Durch Pruchten und Bresewitz führt die Landstraße 21 von Barth nach Zingst. Im Nordteil überquert die Meiningenbrücke den Meiningenstrom zur Halbinsel Zingst. Bis zum Zweiten Weltkrieg führte durch den Ort auch die Darßbahn nach Zingst und Prerow. Diese wurde nach dem Zweiten Weltkrieg abgebaut. Die Gleise bis zum Ortsteil Bresewitz wurden in den 1960er Jahren wieder verlegt und bis 1990 als Verschiebebahnhof der Nationalen Volksarmee genutzt.

## Ortsteile
- Bresewitz: Der Ortsteil Bresewitz liegt etwa 2 km nördlich von Pruchten auf einer Halbinsel vor dem Zingst. Die Eingemeindung von Bresewitz nach Pruchten erfolgte 1974 auf staatliche Anweisung der DDR.
- Pruchten: Der Ortsteil Pruchten liegt südlich von Bresewitz auf dem Festland etwa 2,5 km nordwestlich vor der Stadt Barth.

## Geschichte
Pruchten wurde erstmals im Jahr 1278 und Bresewitz erstmals im Jahr 1302 urkundlich erwähnt. Beide Orte sind slawischen Ursprungs. Die Orte hatten während des Dreißigjährigen Krieges schwer zu leiden. Mit dem Westfälischen Frieden von 1648 gerieten Vorpommern und somit auch die Orte Pruchten und Bresewitz (Preschewitz) unter schwedische Herrschaft. 1815 kamen die Gemeinden und Vorpommern zur preußischen Provinz Pommern. 1910 wurde die Bahnlinie von Barth nach Prerow mit Bahnhöfen in Pruchten und Bresewitz eröffnet. Vorher bestand nur eine Fährverbindung von Bresewitz zum Zingst (Timmenort) über das flache Gewässer Fitt.
Die Gemeinden Pruchten und Bresewitz waren bis 1952 Teil des Landkreises Franzburg-Barth und gehörten nach der Eingemeindung von Bresewitz nach Pruchten bis 1994 zum Kreis Ribnitz-Damgarten im Bezirk Rostock. Seit 1994 gehörte Pruchten zum Landkreis Nordvorpommern, seit 2011 zum Landkreis Vorpommern-Rügen im Land Mecklenburg-Vorpommern.

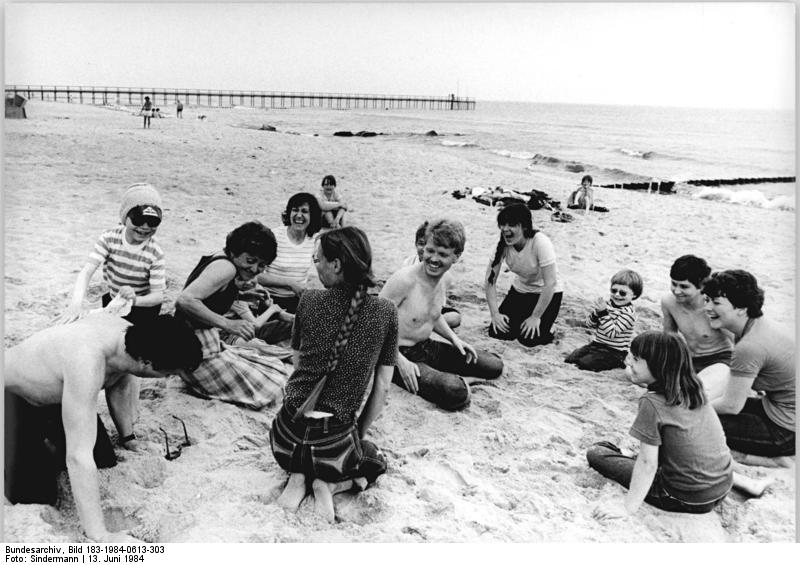
Ferienlager für junge Dialysepatienten, 1984

Zu DDR-Zeiten errichtete und unterhielt die Volkswerft Stralsund ein Betriebs-Ferienlager für die Kinder ihrer Betriebsangehörigen in Pruchten, heute ist dieses Lager der „Naturcamp Pruchten“, ein Campingplatz im Nordwesten des Ortes. In Richtung Gutglück entstand in den 1980er Jahren ein großes Ferienobjekt des Ministeriums für Staatssicherheit der DDR.

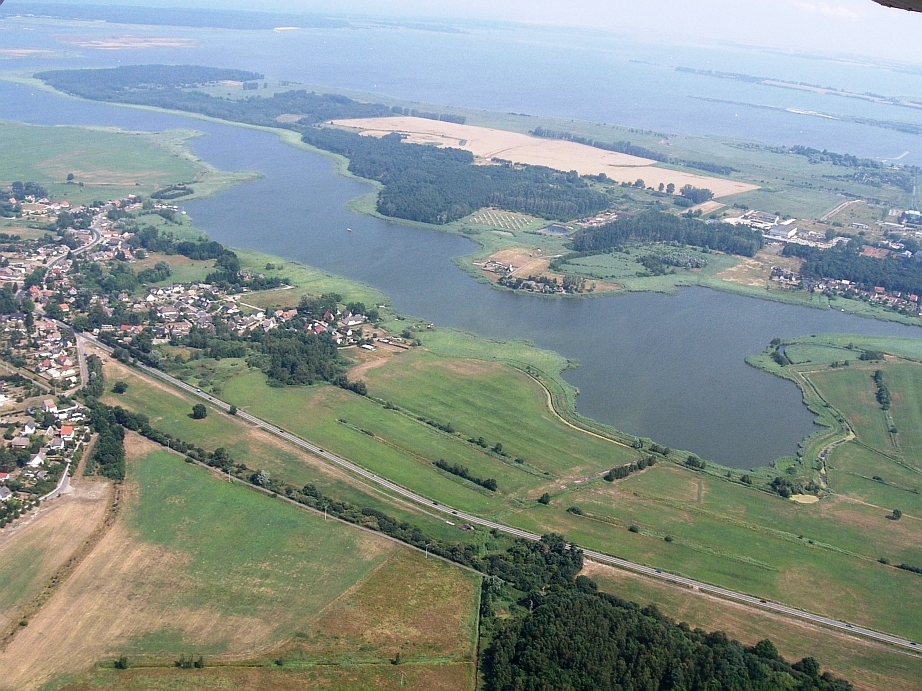
Pruchten mit Barther Strom

## Wappen, Flagge, Dienstsiegel
Die Gemeinde verfügt über kein amtlich genehmigtes Hoheitszeichen, weder Wappen noch Flagge. Als Dienstsiegel wird das kleine Landessiegel mit dem Wappenbild des Landesteils Vorpommern geführt. Es zeigt einen aufgerichteten Greifen mit aufgeworfenem Schweif und der Umschrift „GEMEINDE PRUCHTEN * LANDKREIS VORPOMMERN-RÜGEN“.

## Sehenswürdigkeiten
- Boddenküste (Bestandteil des Nationalparks Vorpommersche Boddenlandschaft)
- Meiningenbrücke
- Bahnhof Bresewitz mit touristischen Bahnbetriebswagen sowie einer Darßbahnausstellung
- der alljährliche Vogelzug der Kraniche im Frühjahr und im Herbst u. a. zu den Schlafplätzen auf den Vogelschutzinseln Kirr und Barther Oie